# Tetracromatismo
Tetracromatismo es el estado de posesión de cuatro canales independientes para la recepción de información de color, o la posesión de cuatro tipos diferentes de células cono en el ojo. Los organismos con tetracromatismo son llamados tetracrómatas.
En los organismos tetracromáticos, el espacio de color sensorial es de cuatro dimensiones, lo que significa que para igualar el efecto sensorial de espectros de luz escogidos arbitrariamente dentro de su espectro visible se requiere de la mezcla de al menos cuatro diferentes colores primarios. Del mismo modo que en el tricromatismo normal de los humanos, la gama de colores que puede hacerse con estos cuatro colores primarios no cubre "todos" los colores posibles.

## Descripción
La explicación normal del tetracromatismo es que la retina del organismo contiene cuatro tipos de receptores de luz de alta intensidad con diferencias en el espectro de absorción (receptores llamados células cono en los vertebrados, diferenciadas de los bastones que son receptoras de luz de baja intensidad). Esto significa que el animal puede ver longitudes de onda que están fuera del espectro visible para la visión típica del ser humano, y que pueden ser capaces de distinguir coloraciones que para el ojo humano son colores idénticos.
El pez cebra (Danio rerio) es un ejemplo de tetracrómata, que presenta células sensibles para luces roja, verde, azul, y ultravioleta. El tetracromatismo está presente en muchas especies de aves, peces, anfibios, reptiles, arácnidos e insectos.

## Posibilidad de humanos tetracrómatas
Los humanos y los primates con relación cercana tienen normalmente tres tipos de células cono y son, por tanto, tricrómatas. Sin embargo, a bajas intensidades de luz, los bastoncillos pueden contribuir a la visión de color, dando una pequeña región de tetracromatismo en el espacio de color.
En los humanos, dos genes de pigmentos de células se localizan en el cromosoma X sexual, genes opsina de tipo 2 clásicos y OPN1MW2. Se ha sugerido que, dado que las mujeres tienen dos cromosomas X diferentes en sus células, algunas podrían ser portadoras de alguna variante de pigmento de célula cono y, por lo tanto, nacerían como tetracrómatas, al tener simultáneamente cuatro tipos funcionales de células conos, cada tipo con un patrón de respuesta a luces de diferentes longitudes de ondas en el espectro visible. Un estudio sugiere que 2-3 % de las mujeres del mundo podrían tener el cuarto tipo de cono, con espectro de sensibilidad a medio camino entre el del cono de color rojo y el de color verde, lo que les da, teóricamente, un incremento significativo en la diferenciación de colores. Otro estudio sugiere que hasta un 50 % de las mujeres y un 8 % de los hombres pueden tener cuatro fotopigmentos.
Para verificar el tetracromatismo en humanos se necesitarán estudios adicionales. Se han identificado tres posibles tetracrómatas: la "Señora M", una trabajadora social inglesa, fue localizada en un estudio realizado en 1993,
y otra mujer médica cerca de Newcastle, Inglaterra, que se identificó en un estudio reportado en 2006. La variación en los genes de los pigmentos de los conos están muy difundidas en la mayoría de las poblaciones humanas, pero el tetracromatismo más prevaleciente y pronunciado derivaría de mujeres portadoras (sin padecerla) de las mayores anomalías de pigmentos rojo-verde, anomalías clasificadas usualmente como formas de daltonismo o "ceguera al color" (protanomalía o deuteroanomalía).  La base biológica para este fenómeno con células que expresan solo uno de dos diferentes alelos es la inactivación de un cromosoma X.

## Dificultades
Es posible que algunas personas puedan tener cuatro en lugar de tres receptores de color. El procesamiento visual preliminar ocurre dentro de los nervios del ojo. No se conoce cómo estos nervios responderían a un nuevo canal de color, si podrían manejar separadamente esta información o la mezclarían dentro de un canal existente. La información visual sale del ojo por medio del nervio óptico. No se sabe si el nervio óptico tiene la capacidad suplementaria de manejar un nuevo canal de color. Una diversidad de procesamientos finales de imágenes tiene lugar en el cerebro. No se conoce cómo las varias áreas del cerebro responderían si se enfrentaran a un nuevo canal de color.
Notablemente, ratones que normalmente tienen solo dos pigmentos de conos, pueden ser modificados por ingeniería genética para expresar un tercer pigmento de conos, y parecen demostrar una discriminación cromática incrementada, argumentando contra alguno de estos obstáculos planteados sobre la capacidad de aprovechamiento de la diversidad incrementada de los receptores; sin embargo, los planteamientos de publicación original sobre la plasticidad en el nervio óptico también han sido disputados.
Se ha mostrado que personas con cuatro fotopigmentos tienen discriminación cromática incrementada en comparación con los tricrómatas.